# Campeonato Sudamericano de Voleibol Femenino de 1991
El 19º Campeonato Sudamericano de Voleibol Femenino fue realizado en el año de 1991 en São Paulo, Brasil. Brasil rompe la hegemonía de Perú en el voleibol femenino y logra coronarse campeón con un gran equipo liderado por Ana Moser, Basa, Gaitz, entre otras. Brasil se quedó con el cupo para las Olímpiadas de Barcelona 1992.

## Tabla final
| Posição | Equipe    |
| ------- | --------- |
|         | Brasil    |
|         | Perú      |
|         | Colombia  |
| 4       | Argentina |
| 5       | Venezuela |
| 6       | Paraguay  |
| 7       | Chile     |
| 8       | Uruguay   |
| 9       | Bolivia   |

### Individuales
| MVP (Most Valuable Player) | Ana Moser | Brasil |